# Wings of Steel
Wings of Steel, è un cortometraggio del 1941.

## Trama
Cortometraggio di propaganda durante il periodo bellico prodotto dall'aviazione degli Stati Uniti in collaborazione con la Warner Bros., che racconta la storia di un campione sportivo che si arruola nell'aviazione per aiutare il suo paese nello sforzo bellico.